# 2 Unlimited
2 Unlimited es una banda de eurodance originaria de Amberes, Bélgica, y formada en 1991. El proyecto es una idea original de los productores belgas Jean-Paul DeCoster y Phil Wilde, y fue inicialmente formada por dos cantantes neerlandeses, el rapero Ray Slijngaard y la cantante Anita Doth.
Durante cinco años el dúo alcanzó una enorme popularidad en todo el mundo, con 16 éxitos en las listas, incluyendo especialmente "Get Ready for This", "Twilight Zone", "No Limit", "Faces" y "Tribal Dance".
Durante su carrera, han vendido 18 millones de discos en todo el mundo. A pesar de que disfrutaron de una notoriedad menos corriente en los Estados Unidos, muchas de sus canciones se han convertido en temas populares de los eventos deportivos de ese país, en particular la NHL.

## Historia
En 1990 los productores belgas Jean-Paul DeCoster y Phil Wilde habían ganado éxito previamente con AB Logic, y buscaban otra forma para que sonaran las canciones que componían. 2 Unlimited se formó cuando DeCoster y Wilde llevaron al rapero Ray Slijngaard (nacido el 28 de junio de 1971, en Ámsterdam, Países Bajos) y la vocalista Anita Doth (nacida el 28 de diciembre de 1971, en Ámsterdam) a Marvin D, quien había ofrecido a ambos entrar en su grupo de rap en el pasado.
Por lo tanto 2 Unlimited fue creado por estos dos productores, que también escribieron la mayoría de las canciones. Las canciones fueron interpretadas por Ray y Anita entre 1991 y 1996, y por Romy y Marion en 1998. 2 Unlimited llegó a ser el primer híbrido entre hardcore, underground y el pop.
El fenómeno tecno/dance/pop 2 Unlimited fue uno de los grupos más populares de Europa durante los comienzos de la década de 1990, vendiendo 18 millones de copias y llegando al número 1 de las listas de cada país europeo (en Reino Unido llegaron 11 veces consecutivas a lo más alto de la tabla). En Estados Unidos, sin embargo, no tuvieron tanta popularidad, llegando solo al lugar 38 a finales de 1994 con Get Ready for This, dos años después de su lanzamiento, sin embargo en las listas dance sí se colocaron en los primeros 5 lugares.
En 1991, el primer sencillo, titulado Get Ready for This alcanzó el número 2 en varias listas de éxitos europeas. En 1992 se lanzó el álbum Get Ready, que vendió medio millón de copias en Estados Unidos (donde gustó mucho la canción muy bailable Twilight Zone) y más de dos millones en todo el mundo.
El éxito modesto de los primeros sencillos preparó el camino para el álbum de 2 Unlimited de 1993, No Limits. La canción No Limit, extraída de dicho álbum, llegó al número uno en 15 países europeos más Canadá, y otros sencillos del álbum también tuvieron éxito, incluyendo Tribal Dance, Faces, Maximum Overdrive y Let the Beat Control Your Body.
En 1994 salió a la venta el álbum Real Things, y los sencillos The Real Thing, No One y Here I Go continuaron con la fabricación de éxitos. En febrero del año 1996 se presentan exitosamente en el XXXVII Festival Internacional de la Canción de Viña del Mar, cautivando al público del escenario de la Quinta Vergara.
El álbum de grandes éxitos Hits Unlimited fue el último lanzamiento del grupo, pues Ray lo abandonó para dirigir X-Ray Label y Anita inició una irregular carrera como solista pop y funk.
A destacar que el concierto más multitudinario de Anita desde entonces, en 2004, consistió en realizar un playback con los éxitos de 2 Unlimited. Posteriormente estuvo en programas de radio y televisión (domina el inglés, francés y alemán) aunque también grabó varios sencillos en castellano, como Faces, Let the Beat Control Your Body, Here I go, entre otros. Después grabó con Mad Cobra.
Son conocidos por un público más joven en Europa, Estados Unidos, Australia, Japón, Canadá e Hispanoamérica, gracias a su aparición en el juego Dance Dance Revolution con sus canciones Twilight Zone, Maximum Overdrive, No Limit y Tribal Dance, y por la aparición de breves cortes en películas como Space Jam o Destino Final 3.
Pero la sorpresa salta en 2009 cuando Ray y Anita volvieron a estar juntos en directo el 11 de abril en Bélgica, donde interpretaron sus éxitos de 2 unlimited.
En 2012 Ray y Anita regresaron oficialmente como 2 Unlimited.

## Aporte a la música dance
2 Unlimited representó un hito en la historia de los géneros musicales tecno y eurodance. Es imposible hablar de la música del período 1991-1996 sin mencionar a este grupo como máximo exponente de la corriente electrónica, vital para el entretenimiento juvenil y discotequero de muchos países europeos (no solo España, Francia, Reino Unido, Bélgica, Países Bajos, Italia o Alemania, sino también un gran número de países de Europa Oriental), llegando a tener un importante éxito en Canadá, Hispanoamérica e Israel. Sus temas (compuestos en su mayoría por DeCoster y Wilde) algunos de ellos míticos para estos estilos de música, introdujeron nuevos sonidos, ritmos y perspectivas a la hasta entonces estancada música electrónica. Get Ready for This, Maximum Overdrive, Tribal Dance, Burnin' Like Fire, Let The Beat Control Your Body, Here I Go, Jump For Joy y, sobre todo, No Limit y Twilight Zone son algunas de las canciones que han alcanzado la categoría de clásicos para los melómanos del tecno.
La hábil conjugación de rap, rhythm & blues, pop y funky con el eurodance clásico, las entonces emergentes corrientes del house, el hardcore y los novísimos (en aquella época) mákina, trance y jungle, junto a un personal estilo y a unas cuidadas puestas en escena, supusieron un cambio de rumbo para la industria discográfica dirigida al público adolescente en la década de 1990 y modificaron las pautas que debieron seguir los grupos y solistas posteriores. Herederos (y contemporáneos) de Snap!, Technotronic, Dr. Alban, Rozalla y Ace of Base, es indudable la influencia de 2 Unlimited en otros conjuntos famosos como Scooter, Aqua, Culture Beat, Whigfield, Melodie MC, Corona, Cappella, Captain Hollywood Project, Masterboy, Twenty 4 Seven, y un sinnúmero de DJ, etc.
Una buena parte de sus sonidos, que no fueron patentados, han sido utilizados en numerosísimos temas posteriores, y sus canciones han sido versionadas más que las de cualquier otro grupo tecno (caso extrañísimo en el género, que suele basarse en gran medida en versiones de temas de rock and roll, pop, jazz..., pero raras veces techno o dance). Al contrario que casi todos los conjuntos arriba mencionados, 2 Unlimited nunca sacaron una versión propia de una canción de otro grupo, habitualmente de los 60, 70 u 80.
2 Unlimited ostenta el récord de ser el grupo musical que más canciones ha aportado a los álbumes recopilatorios anuales españoles (Blanco y Negro Mix, Bolero Mix, Máquina Total, etc). Incluso las coreografías y performances del grupo marcaron un antes y un después (el saltito de David Bisbal fue inventado por Ray Slijngaard allá por 1993, y es evidente la influencia del grupo belga-neerlandés en las efectistas puestas en escena de, entre otros, Shakira, Chayanne o Ricky Martin).

## BioMetal (banda sonora del videojuego)
BioMetal es un videojuego creados por el estudio japonés Athenade de estilo "shoot 'em up" que salió para la consola de Nintendo en 1993. Para la versión americana de este juego, fue Activision, quien se encargó de distribuirlo también para Europa, cambiaron la banda sonora del videojuego original por algunos temas del álbum de 2 Unlimited Get Ready!. Entre los temas que destacan son "Twiling Zone" y "Get Ready!".

## 2 Unlimited II
En 1998, DeCoster y Wilde, asociados con Xavier Clayton y Peter Bauwens, compusieron varios temas nuevos en Bélgica para 2 Unlimited, ahora formado por las cantantes neerlandesas Romy Van Ooyen y Marjon Van Iwaarden. Los diez temas del álbum, titulado II, eran consecuentes con el estilo del que el grupo hizo gala en su día, pero a pesar de la indudable calidad e impecable factura musical de alguno de ellos (léase The Edge of Heaven, Never Surrender —2 Unlimited en estado puro—, Someone To Get There —ídem—, I Am Ready o Be Free Tonight), el disco no tuvo demasiado éxito. Publicado en Bélgica bajo el sello de Byte Records y por Mission Control en el Reino Unido, fue lanzado en España de la mano de Blanco y Negro, como los cuatro discos clásicos y los sencillos del genuino 2 Unlimited. En el recopilatorio de 1999 Best Unlimited, aparecen tanto canciones del grupo clásico como cinco temas del disco II.
En 2005 salió al mercado un DVD titulado The Complete History: 2 Unlimited, que contaba también con un CD recopilatorio: The Best Of.
En 2007 fue lanzado un Greatest Hits Remix del grupo, pero en realidad se trataba de un recopilatorio apócrifo publicado por una discográfica australiana que no contaba con permiso de Jean-Paul DeCoster, copropietario de los derechos de autor y de todos los derechos del nombre de 2 Unlimited. Este hecho fue denunciado por la asociación oficial de fans del grupo con una declaración titulada, como no podía ser de otro modo, The Real Thing.

## 2 Unlimited en Chile
En 1996, en el XXXVII Festival Internacional de la Canción de Viña del Mar, Ray y Anita realizaron la apertura del festival, donde cantaron sus canciones más conocidas, entre ellas, Nothing Like The Rain, Get Ready for This, Tribal dance, No Limit, Let The Beat Control Your Body, The Real Thing, Here I Go (en castellano), etc. y terminaron con una versión especial y muy pegajosa de Jump For Joy (Digidance Happy Hardcore Edit), donde toda la Quinta Vergara se revolucionó incluso Ray se colocó una camiseta con la bandera de Chile.
El 7 y 8 de diciembre de 2007, 2 Unlimited pisan Chile por segunda vez, presentándose en varias discotecas de Santiago, una de ellas llamada Blondie haciendo vibrar a muchos de sus fanes que vinieron de muchas partes del país haciendo sonar muchos temas conocidos como: Tribal Dance, No limit, Get Ready for This, Here I go, The real thing y muchos otros éxitos más.

## Reuniones
Habiendo ambos continuado con sus carreras con sus viejos éxitos por separado en clubes nocturnos y reuniones de estudiantes universitarios alrededor del mundo, los integrantes originales Ray y Anita se reúnen el 11 de abril de 2009 para cantar juntos por primera vez después de 13 años en el concierto I Love 90's en Hasselt, Bélgica. Según una entrevista con Ray, Jean-Paul DeCoster se negó a dar permiso para que el dúo cantara bajo el nombre de 2 Unlimited, sin embargo Phil Wilde entendió la importancia y les dio ayuda preparando las pistas de apoyo.
El 30 de abril de 2009, Ray y Anita cantaron 5 canciones en el concierto de Radio 538 en Museumplein, en Ámsterdam. El 8 de junio del mismo año, ellos fueron premiados con el Most Popular Act of the 1990s, basados en el número de semanas en los Top 40 neerlandeses y el 25 de septiembre, ellos cantaron como apoyo al grupo Milk Inc. en el Sportpaleis de Amberes, Bélgica.
Durante una entrevista en la televisión holandesa en 2009, tanto Ray como Anita admitieron que tuvieron una relación durante los tiempos de 2 Unlimited.
El 29 de diciembre de 2009, anunciaron que el dúo lanzaría un nuevo sencillo en 2010 llamado In da name of love bajo el nombre de Ray & Anita. El viernes 22 de enero de 2010 fue lanzado oficialmente de mano de su discográfica Spinin' Records conteniendo la versión Edit y Extended, aunque tiempo atrás ya estaba disponible en la tienda iTunes y en el sitio de la Radio 538. El vídeo se estrenó el 30 de enero y puede verse en Youtube.
Por otra parte, Romy y Marjon, las cantantes de la segunda encarnación de la banda, también anunciaron un nuevo sencillo casi al mismo tiempo que Ray y Anita, llamado I Said Yes bajo el nombre de TWO. Pero fue aplazado y no hubo novedades al respecto. Aunque TWO finalmente sí publicó un tema, en 2011, llamado Wonder why.
El 11 de enero de 2010 se anunció que Anita padece de cáncer de mama. Estuvo bajo tratamiento para curar esta enfermedad y dijo a la prensa que continuará cantando con Ray, sin embargo, no tan seguido.
En agosto de 2011 lanzaron su segundo sencillo como Ray & Anita: Nothing 2 lose.

## Regreso de 2 Unlimited
Jean Paul DeCoster, tras reunirse con Ray y Anita, les cede el nombre de 2 unlimited, que será como se vuelvan a denominar desde ese momento.
El 6 de marzo de 2014 se presenta un adelanto promocional del tema Shotgun de Yellow Claw, que originalmente fue interpretado por Rochelle. Pero en esta nueva remezcla es interpretado por 2 unlimited.

## Discografía

### Álbumes
- 1991 Get Ready For This (maxisencillo, hito en la historia musical, pues el CD contaba con 19 versiones).
- 1991 Get Ready (primer álbum, con 14 temas). Primera edición.
- 1992 Get Ready (segundo álbum, con 17 temas, con algunas remezclas del anterior). Segunda edición.
- 1993 No Limits! (tercer álbum, lanzado el 10 de mayo, con 14 temas).
- 1993 Megahits (primer recopilatorio).
- 1993 Remixes (primer recopilatorio de versiones).
- 1994 Real Things (cuarto álbum, lanzado el 6 de junio, con 13 temas).
- 1994 Sin Límites (primer recopilatorio de versiones en castellano).
- 1994 The New Remixes (lanzado por discos CNR en Chile solo en formato casete, con megamixes exclusivos para sus fans chilenos)
- 1995 Hits Unlimited (quinto álbum, lanzado en octubre, sólo 3 temas nuevos y varios clásicos).
- 1996 Hits Unlimited - (versiones en castellano, recopilatorio para Hispanoamérica).
- 1996 Spread Your Love (último sencillo, con las habituales versiones en castellano y del reputado DJ de Sash!).
- 1998 II (sexto álbum, esta vez con dos nuevas artistas, Romy y Marion, que "reemplazan" a los históricos).
- 1999 Best Unlimited (híbrido con temas clásicos y canciones de 2 Unlimited II).
- 2000 No Limit Millenium Remixes.
- 2000 Twilight Zone Millenium Remixes.
- 2002 Special Edition Trance Remixes.
- 2003 No Limit: The Complete Best Of.
- 2004 Tribal Dance 2.4.
- 2004 The Complete History.
- 2005 The Best Of.
- 2007 Greatest Hits Remix (versiones sin consentimiento de los autores).